# Corydalis auriculata
Corydalis auriculata är en vallmoväxtart som beskrevs av Lidén och Z.Y. Su. Corydalis auriculata ingår i släktet nunneörter, och familjen vallmoväxter. Inga underarter finns listade i Catalogue of Life.